# ᶑ
Le ᶑ, appelé D crosse hameçon rétroflexe, est une lettre additionnelle de l'alphabet latin utilisée non officiellement dans l'alphabet phonétique international.

## Utilisation
Le d crosse hameçon rétroflexe ‹ ᶑ › est un symbole utilisé non officiellement dans l’alphabet phonétique international  pour représenter une consonne occlusive injective rétroflexe voisée et est mentionné dans le Handbook of the International Phonetic Association de 1999.
John Laver utilise le ᶑ dans son ouvrage Principles of Phonetics publié en 1994. Richard A. Hoyle utilise le ᶑ dans sa thèse de doctorat pour la transcription du parkari.
Geoffrey K. Pullum et William A. Ladusaw indiquent que, selon un article de Caroline Henton, Peter Ladefoged et Ian Maddieson publié en 1992, la consonne occlusive injective rétroflexe voisée est utilisée en sindhi, par exemple dans [ᶑɪnu] « festival », mais celui-ci est imprimé comme un ɖ avec un accent circonflexe ‹ ɖ̂ › au lieu de ‹ ᶑ ›.

## Représentations informatiques
Le D crosse hameçon rétroflexe possède les codages Unicode (Extensions phonétiques – supplément) suivants :
| formes    | représentations | chaînes de caractères | points de code | descriptions                                        |
| --------- | --------------- | --------------------- | -------------- | --------------------------------------------------- |
| minuscule | ᶑ               | ᶑ                     | U+1D91         | lettre minuscule latine d crosse hameçon rétroflexe |

Dans certaines polices de caractères de SIL International (Andika (en), Gentium, Doulos SIL, Charis SIL) un caractère privé  U+F20D () est utilisé pour représenter la majuscule du symbole bien qu’il n’y ait pas d’attestation d’usage.